# Крип'якевич Лев Петрович
Лев Крип'якевич (9 серпня 1887, м. Львів — 31 травня 1974, м. Лос-Анджелес, США) — український педагог, мовознавець, перекладач. Батько архітекторки Лукії Крип'якевич-Лукомської.

## Життєпис
Закінчив теологічний (1909) та філософський (1913) факультети Львівського університету.
Вчителював у гімназіях міст Коломия, Станиславів (нині Івано-Франківськ), Сокаль (нині Львівської області).
Від 1919 — у місті Бережани: викладав філософію, старогрецьку, латинську й українську мови в ліцеї та гімназії (до 1939). 1932 р. кураторія Львівської шкільної округи присвоїла Леву Крип'якевичу титул професора.
1943 р. — голова українського комітету з допомоги в місті Бережани.
1944 р. емігрував до США, де займався перекладацькою діяльністю.

### Родина
Дочка — архітекторка Лукія Крип'якевич-Лукомська.

## Праці
Автор численних публікацій у пресі та інших виданнях.